# Emi Yamamoto
Emi Yamamoto (山本 絵美 Yamamoto Emi?), född 9 mars 1982, är en japansk fotbollsspelare som spelar för Nippatsu Yokohama FC Seagulls.
Emi Yamamoto spelade 22 landskamper för det japanska landslaget. Hon deltog bland annat i fotbolls-VM 2003 och OS 2004.